# Oberrieden
Oberrieden je obec v okrese Horgen v kantonu Curych ve Švýcarsku. Žije zde přibližně 5 100 obyvatel.

## Geografie
Oberrieden leží na několika terasách na levém břehu Curyšského jezera s lidovým názvem Pfnüselküschte, asi 11 km jihovýchodně od Curychu. Západní hranice obce se táhne přes masiv Zimmerberg dolů do údolí řeky Sihl, zatímco východní hranice sahá až do středu Curyšského jezera. Sousední obcí na severu je Thalwil, na jihu okresní město Horgen.
Rozloha obce je 276 ha, z toho 15 % tvoří zemědělství, 42 % lesy, 14 % doprava a 27 % zastavěné plochy.

## Historie

Letecký pohled (1955)

Nejstarší prokazatelné stopy osídlení lze na základě zbytků dřeva, křemenných nástrojů, hliněných točenic, čepelí kamenných seker a keramických střepů datovat do 34./33. století př. n. l., tedy do období neolitu, a lze je porovnat s nálezovými soubory typickými pro tzv. horgenské období.
Území pravděpodobně daroval Ludvík II. Němec v roce 853 nově založenému Fraumünsteru v Curychu. Jako součást habsburského panství Horgen-Maschwanden koupilo Oberrieden v roce 1406 od posledních zástavních držitelů, pánů z Hallwylu, město Curych; do roku 1798 patřilo k horgenskému panství. Od 16. století spravoval Oberrieden vlastní společné pozemky, majetek a lesy. Při jednání s curyšskými úřady zastupovali konšelstvo tři porotci. S rostoucím počtem obyvatel se Oberrieden oddělil od Horgenu: v roce 1620 měl vlastní školu a v roce 1761 vlastní kostel (postavený Hansem Ulrichem Grubenmannem). V roce 1773 obdržel Oberrieden od curyšské rady obecní práva a stal se tak samostatnou obcí.
Na konci 18. století tvořily Oberrieden roztroušené vesnice, vinice se táhly od jezera až po nejvyšší terasu na svahu. Hlavním zaměstnáním bylo zemědělství (především vinařství a ovocnářství) a tkalcovství hedvábí (podomní výroba), které se provozovaly vedle sebe v mnoha domácnostech.

## Obyvatelstvo
| Rok            | 1634 | 1750 | 1850 | 1900 | 1950 | 1960 | 1990 | 2000 | 2010 |
| Počet obyvatel | 246  | 690  | 832  | 1224 | 1987 | 1375 | 4385 | 4583 | 4936 |

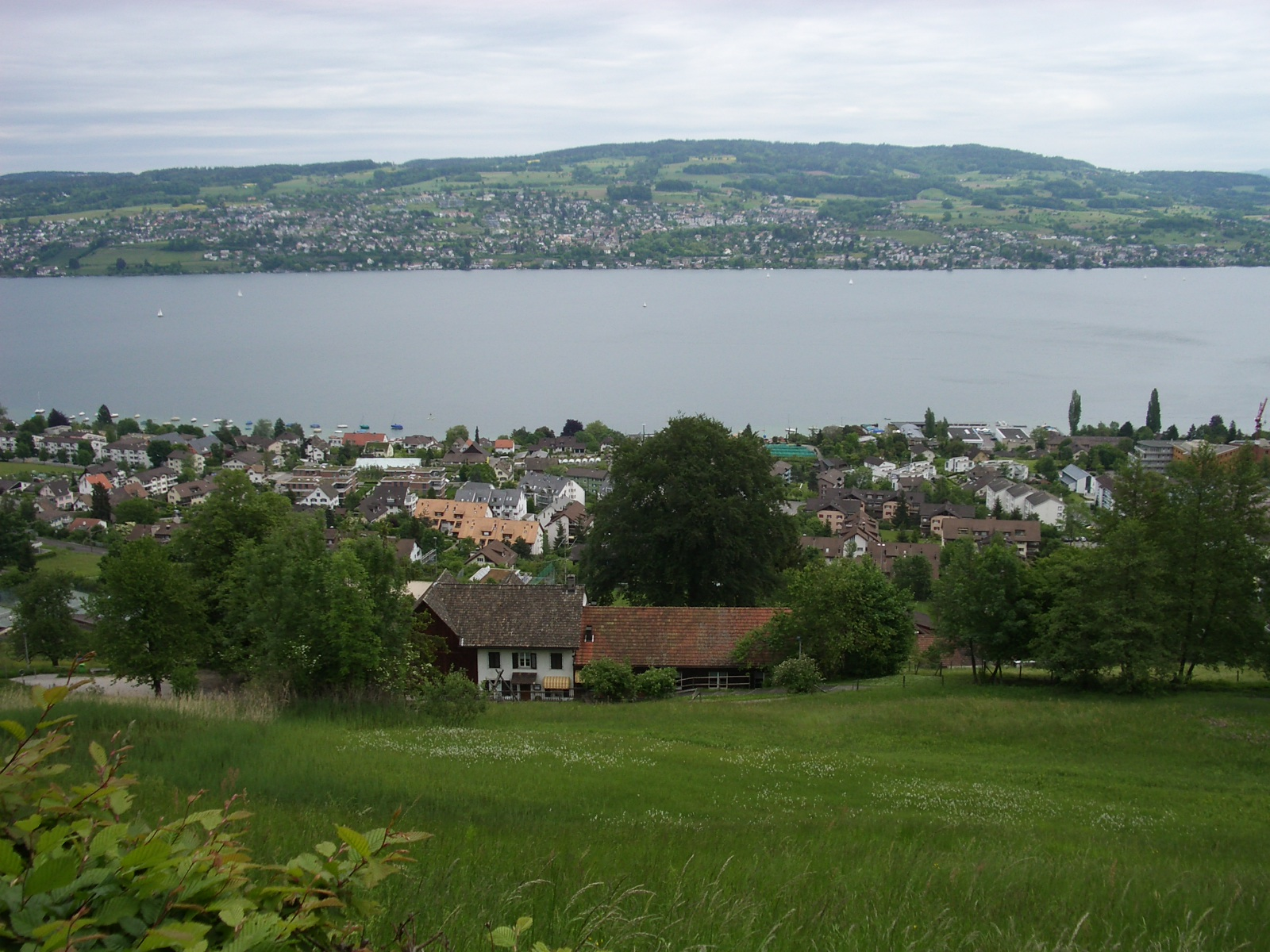
Pohled na obec z okolních výšin

21 % obyvatel obce tvoří cizinci (stav k roku 2017). V roce 2023 se 30,12 % obyvatel hlásilo k evangelické reformované církvi, 22,36 % k římskokatolické církvi a 47,52 % k jinému vyznání nebo bez vyznání.

## Hospodářství
Hlavním zaměstnáním v obci bylo vždy zemědělství (hlavně vinařství a ovocnářství) a tkalcovství hedvábí (podomácku vyráběné zboží), které se v mnoha domácnostech provozovalo vedle sebe. V roce 1850 bylo 35 % pracovní síly zaměstnáno v zemědělství a 60 % v druhém sektoru. Lesní plochy byly mimořádně velké a ještě na počátku 21. století pokrývaly dvě pětiny území. Navzdory poloze na dvou železničních tratích byl v Oberriedenu ještě na počátku 20. století relativně málo rozvinutý průmysl (hedvábí, betonové nosníky, sušenky). Raritou byla první švýcarská továrna na letadla, kterou v letech 1923–1935 postavil Alfred Comte. Její budovy později využívala společnost Universal AG, která zde až do roku 1962 vyráběla motocykly. Na počátku 21. století vinice a továrny z velké části zanikly a Oberrieden se stal předměstím Curychu. Dvě třetiny pracujících obyvatel pracují mimo obec, především v Curychu.

## Doprava

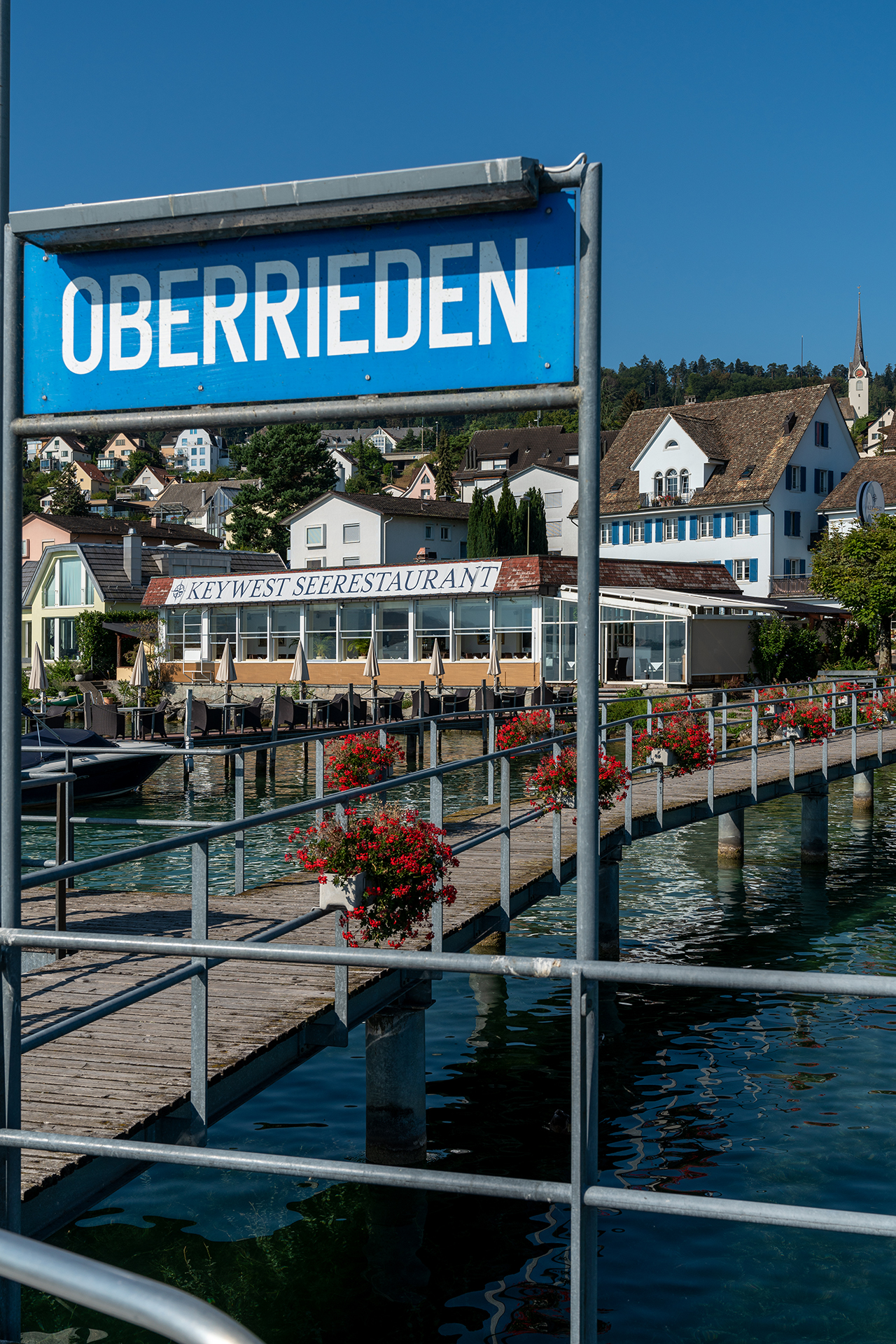
Lodní přístaviště v Oberriedenu

Obcí procházejí dvě železniční tratě, trať po levém břehu jezera a Thalwil – Arth-Goldau, proto má obec dvě železniční stanice. Na první jmenované leží stanice Oberrieden, kterou obsluhuje vlaková linka S8 systému curyšské S-Bahn (Winterthur – Curych – Pfäffikon). Železniční stanice Oberrieden Dorf na horní trati je obsluhována linkou S24 (Thayngen – Schaffhausen – Curych – Zug).
V hlavní sezóně (červen až září) jezdí do Oberriedenu třikrát denně lodě na Curyšském jezeře směrem na Rapperswil nebo Curych. Autobusové linky 145 a 136 provozované společností Zimmerberg Busbetriebe obsluhují v obci celkem šest zastávek.
Západně od obce prochází dálnice A3 z Basileje přes Curych do Sargans. Nejbližší dálniční křižovatka se nachází v Horgenu, asi 5 kilometrů od obce.

## Osobnosti
- Alfred Comte (1895–1965), letecký inženýr a podnikatel